# Embakasi
Embakasi är en stad i norra Kenya, i närheten av Nairobi, Kenyas huvudstad. Det är också ett av sju områden i Nairobi-distriktet.  
Embakasi fick en flygplats 1958, Nairobi Embakasi Airport, som var föregångare till dagens flygplats Jomo Kenyatta International Airport. Enligt folkräkningen 2019 bodde 988 808 personer i Embakasi.